# کمیسیون حقیقت و آشتی کانادا
کمیسیون حقیقت و آشتی کانادا (فرانسوی: Commission de vérité et réconciliation du Canada‎) یک کمیسیون حقیقت و آشتی فعال در کانادا از سال ۲۰۰۸ تا ۲۰۱۵ بود که توسط طرفین توافقنامه مدارس شبانه‌روزی بومیان کاناد سازماندهی شد.
این کمیسیون رسماً در ۱ ژوئن ۲۰۰۸ با هدف مستندسازی تاریخچه و تأثیرات پایدار سیستم مدارس شبانه‌روزی بومیان کانادا بر دانش‌آموزان بومی و خانواده‌هایشان تأسیس شد. این فرصتی را برای بازماندگان مدارس مسکونی فراهم کرد تا تجربیات خود را در طول جلسات عمومی و خصوصی که در سراسر کشور برگزار می‌شود به اشتراک بگذارند. کمیسیون حقیقت و آشتی کانادا تأکید می‌کند که اولویت نمایش تأثیرات مدارس مسکونی برای کانادایی‌هایی است که از این مسائل در تاریکی نگه داشته شده‌اند.
در ژوئن ۲۰۱۵، کمیسیون حقیقت و آشتی کانادا خلاصه‌ای اجرایی از یافته‌های خود را به همراه ۹۴ «اقدام عملی» در رابطه با آشتی بین کانادایی‌ها و مردم بومی منتشر کرد. این کمیسیون در دسامبر ۲۰۱۵ رسماً با انتشار یک گزارش نهایی چند جلدی به نتیجه رسید که سیستم مدرسه را نسل‌کشی فرهنگی دانست. مرکز ملی حقیقت و آشتی، که در نوامبر ۲۰۱۵ در دانشگاه منیتوبا افتتاح شد، یک مخزن بایگانی است که تحقیقات، اسناد و شهادت جمع‌آوری شده در طول عملیات کمیسیون حقیقت و آشتی کانادا را در خود جای داده‌است.